# ريان ستار (ممثلة)
ريان ستار (بالإنجليزية: Ryan Starr)‏ هي مغنية وملحنة ومغنية مؤلفة وممثلة أمريكية، ولدت في 21 نوفمبر 1982 في لوس أنجلوس في الولايات المتحدة.

## وصلات خارجية
- ريان ستار على موقع IMDb (الإنجليزية)
- ريان ستار على موقع ميوزك برينز (الإنجليزية)
- ريان ستار على موقع ديسكوغز (الإنجليزية)
- ريان ستار على موقع قاعدة بيانات الفيلم (الإنجليزية)